# Baia di Block
La baia di Block (in inglese Block Bay) è una baia larga circa 50,5 km e completamente ricoperta dai ghiacci, situata davanti alla parte orientale della costa di Saunders, nella parte occidentale della Terra di Marie Byrd, in Antartide. All'interno della baia, la cui estremità orientale, punta Brennan, segna il punto di confine tra la sopraccitata costa di Saunders e la costa di Ruppert, e che costeggia tutto il lato settentrionale della penisola Guest, è presente l'isola Driscoll, che risulta completamente circondata dai ghiacci.
All'interno della baia, o comunque delle cale situate sulla sua costa, si gettano diversi ghiacciai, tra cui il Balchen, l'Ochs e il Ragle.

## Storia
La baia di Block fu scoperta nel 1929 durante la prima spedizione antartica comandata da Richard Evelyn Byrd, il quale la battezzò con il suo attuale nome in onore di Paul Block, un editore della carta stampata tra i più importanti finanziatori della spedizione.